# André Dhôtel
André Dhôtel (* 1. September 1900 in Attigny (Ardennes); † 22. Juli 1991 in Paris) war ein französischer Schriftsteller.

## Leben und Werk
André Dhôtel wuchs zuerst zwischen Reims und Charleville-Mézières am Ufer der Aisne auf, ab 1907 in Autun, wo sein Vater Auktionator war. Er erwarb an der Sorbonne eine Licence in Philosophie und unterrichtete ab 1921 in Saint-Omer und von 1924 bis 1928 in Athen. Er kehrte nach Frankreich zurück und war bis 1961 beamteter Studienrat in Béthune (1928–1929), Provins (1929–1934, dort Heirat 1932), Charolles (1935–1938), Valognes (1938–1943) und Coulommiers (1943–1961).
1930 veröffentlichte er im Verlag Gallimard seinen ersten Roman (Campements), doch kam seine Schriftstellerkarriere sogleich ins Stocken, da weitere Manuskripte abgelehnt wurden. Nach schwierigen Jahren glückte ihm 1943 mit dem Roman Le Village pathétique der zweite Anlauf, der eine Serie von 40 Romanen und weiteren 30 Büchern einleitete. Eine erste Bestätigung seines Erfolges war 1948 der bereits 10 Jahre zuvor geschriebene Roman David (in den Éditions de Minuit), der mit dem Prix Sainte-Beuve ausgezeichnet wurde. Der ganz große Durchbruch kam 1955 mit dem auch ins Deutsche übersetzten Roman Le pays où l’on n'arrive jamais (Prix Femina). Nach Beendigung seiner 40-jährigen Unterrichtstätigkeit lebte er abwechselnd in Paris (wegen der Nähe zum Verlag), in seiner eigentlichen Heimat, dem Kanton Attigny, und in Provins (der Heimat seiner Frau). Auf den Tag genau ein Jahr nach dem Tod seiner Frau starb er am 22. Juli 1991 im Alter von 90 Jahren.
Dhôtel, der manchmal als Jugendbuchautor oder als Regionalschriftsteller abgetan wurde, beschreibt in seinen oft bukolisch gefärbten Romanen das Leben als nie endende Suche nach dem „Land, in dem man nie ankommt“. Daneben trat er mit Büchern über seinen Landsmann Arthur Rimbaud hervor. Seit 1999 existiert ein Verein der Freunde von André Dhôtel (La Route Inconnue. Association des Amis d'André Dhôtel), der seit 2003 jährlich die Cahiers André Dhôtel herausgibt und im Internet eine Webseite mit reicher Information betreut.
1974 erhielt Dhôtel den Großen Literaturpreis der Académie française und 1975 den Grand prix national des Lettres. In Charleville-Mézières, Attigny und Saint-Lambert-et-Mont-de-Jeux tragen Straßen seinen Namen. 1983 wurde der Asteroid (2109) Dhôtel nach ihm benannt.

## Werke (Auswahl)

### Über Rimbaud
- L'oeuvre logique de Rimbaud. Les cahiers ardennais 7. 1933.
- Rimbaud et la révolte moderne. Gallimard, Paris 1952. Table Ronde, Paris 2003.
- La vie de Rimbaud. Ed. du Sud, Paris 1965. Œuvre, Paris 2010.

### Werke (soweit auf Deutsch erschienen)
- David. Minuit, Paris 1948.
  - (deutsch) David. Roman. Zettner, Würzburg und Wien 1957.
- Le Pays où l'on n'arrive jamais. Horay, Paris 1955.
  - (deutsch) Das Land, in dem man nie ankommt. Roman. S. Fischer, Frankfurt am Main 1957. Stuttgart 1992, 2000.
- Nord-Flandern. Artois, Picardie. Verlag der Europäischen Bücherei Hieronimi, Bonn 1972.
- Bernard le paresseux. Gallimard, Paris 1984.
  - (deutsch) Bernard der Faulpelz. Mit einem Vorwort von Peter Handke. Aus dem Französischen von Anne Weber. Matthes & Seitz, Berlin 2022, ISBN  978-3-7518-0073-0.[1]

### Handbuchliteratur
- Winfried Engler: Lexikon der französischen Literatur. Krömer, Stuttgart 1994, S. 303.
- Jean-Michel Maulpoix: Histoire de la littérature française. XXe. 1950/1990. Hatier, Paris 1991, S. 163.
- Jérôme Garcin: DHÔTEL, André. In: Jean-Pierre de Beaumarchais, Daniel Couty und Alain Rey (Hrsg.): Dictionnaire des littératures de langue française. Auteurs. Ausgabe in 3 Bänden. Bordas, Paris 1984, S. 636.